# With The Beatles
With The Beatles je druhé album Beatles vydáno hudebním vydavatelstvím Parlophone 22. listopadu 1963, tj. v den zavraždění amerického prezidenta J. F. Kennedyho. Album bylo nahráváno čtyři měsíce po předchozím albu Please Please Me. Je na něm osm originálních skladeb. Autory sedmi je dvojice Lennon/McCartney, jedna "Do not bother Me", je první vydanou kompozicí George Harrisona. Kromě původních písní se na albu nachází šest coververzí R&B hitů a nahrávek z amerického vydavatelství Motown.
Ve Spojených státech vyšly písně z tohoto alba 20. ledna 1964 na albu Meet the Beatles!, zbylé na následující americké edici s názvem The Beatles' Second Album.
Z alba With the Beatles se v následujících dvou letech Spojeném království prodalo milion kopií. Bylo to druhé album v Británii, které takové prodeje dosáhlo. Po svém vydání toto album vystřídalo na vrcholu britského žebříčku Please Please Me a udrželo se tam 21 týdnů. Díky tomu se stalo, že skupina The Beatles měla svá alba na vrcholu britských žebříčků nepřetržitě 51 týdnů.
Na CD oficiálně vyšlo v původní zvukové kvalitě 26. února 1987, jeho obnovená remasterované verze byla vydána v boxsetu v roce 2009.
Album With the Beatles se nachází na 420. příčce seznamu 500 nejlepších alb všech dob, který v roce 2003 zveřejnil časopis Rolling Stone.

## Seznam skladeb
Autory všech skladeb jsou Lennon-McCartney, pokud není uvedeno jinak.

### Strana jedna
| Pořadí         | Název                                                                                                | Hlavní zpěv        | Délka |
| -------------- | --- | ------------------ | ----- |
| 1.             | It Won't Be Long                                                                                     | Lennon             | 2:13  |
| 2.             | All I've Got to Do                                                                                   | Lennon             | 2:02  |
| 3.             | All My Loving                                                                                        | McCartney          | 2:07  |
| 4.             | Don't Bother Me (George Harrison)                                                                    | Harrison           | 2:28  |
| 5.             | Little Child                                                                                         | Lennon a McCartney | 1:46  |
| 6.             | Till There Was You (Meredith Wilson)                                                                 | McCartney          | 2:14  |
| 7.             | Please Mr. Postman (Georgia Dobbins, William Garrett, Freddie Gorman, Brian Holland, Robert Bateman) | Lennon             | 2:34  |
| Celková délka: | Celková délka:                                                                                       | Celková délka:     | 15:24 |

### Strana dvě
| Pořadí         | Název                                                    | Hlavní zpěv       | Délka |
| -------------- | -------------------------------------------------------- | ----------------- | ----- |
| 1.             | Roll Over Beethoven (Chuck Berry)                        | Harrison          | 2:45  |
| 2.             | Hold Me Tight                                            | McCartney         | 2:32  |
| 3.             | You Really Got a Hold on Me (Smokey Robinson)            | Lennon a Harrison | 3:01  |
| 4.             | I Wanna Be Your Man                                      | Starr             | 1:59  |
| 5.             | Devil in Her Heart (Richard Drapkin)                     | Harrison          | 2:26  |
| 6.             | Not a Second Time                                        | Lennon            | 2:07  |
| 7.             | Money (That's What I Want) (Janie Bradford, Berry Gordy) | Lennon            | 2:49  |
| Celková délka: | Celková délka:                                           | Celková délka:    | 17:38 |

## Obsazení
Podle Marka Lewisohn:
The Beatles
- John Lennon – zpěv, harmonie a doprovodné vokály; doprovodné a akustické kytary; tleskání; harmonika v písni "Little Child"; akustická kytara s nylonovými strunami v písni "Till There Was You"; tamburína v písni "Don't Bother Me"
- Paul McCartney – zpěv, harmonie a doprovodné vokály; basová kytara a tleskání; klavír v písni "Little Child"; claves v písni "Don't Bother Me"
- George Harrison – zpěv, harmonie a doprovodné vokály; sólové a akustické kytary; tleskání; akustická kytara s nylonovými strunami v písni "Till There Was You"
- Ringo Starr – bicí, tamburína, maracas, tleskání; zpěv v písni "I Wanna Be Your Man", arabská bonga v písních "Till There Was You" a "Don't Bother Me"

Produkce
- Robert Freeman – fotograf obalu
- George Martin – aranžmá, produkce a mixáž; Hammondovy varhany, piano v písních "You Really Got a Hold on Me", "Not a Second Time" a "Money"
- Norman Smith – zvukový inženýr a mixáž